# P$C
P$C is de naam van een hiphopgroep uit Atlanta. Ze werden voor het eerst geïntroduceerd door rapper T.I. Op zijn albums en mixtapes mocht P$C ook stukjes van zich laten horen. De letters P$C staan voor 'Pimp $quad Clique'. De P$C bestaat vijf rappers, namelijk AK, Mac Boney, Big Kuntry King, C-Rod en T.I. zelf).

## Album
Op 20 september 2005 kwam het album 25 To Life uit. Het album draagt die titel omdat de rappers allemaal nog geen 25 jaar waren toen het album verscheen. I'm A King was de eerste single, een samenwerkingsverband met Lil' Scrappy en een productie van Lil' Jon.